# Ficus reflexa
Ficus reflexa är en mullbärsväxtart. Ficus reflexa ingår i släktet fikonsläktet, och familjen mullbärsväxter.

## Underarter
Arten delas in i följande underarter:
- F. r. aldabrensis
- F. r. reflexa
- F. r. sechellensis